# Julie Engelbrecht
Julie Charon Engelbrecht (Parigi, 30 giugno 1984) è un'attrice tedesca.

## Biografia
Figlia d'arte (suo padre è l'attore e produttore francese François Nocher   e sua madre era l'attrice e doppiatrice tedesca Constanze Engelbrecht  ,è inoltre nipote di Alice Franz), tra cinema e - soprattutto - televisione ha partecipato ad una trentina di differenti produzioni, debuttando sul grande schermo non ancora adolescente, nella metà degli anni novanta.
Tra i suoi ruoli più noti, figurano, tra l'altro, quello di Katharina nel film I ragazzi del Reich, quello di Johanna Palmquist nel film TV del ciclo Inga Lindström Rasmus und Johanna (2008), quello di Maren Elkberg nel film TV del ciclo Inga Lindström Scelte affrettate (Inga Lindström - Die Hochzeit meines Mannes, 2011).

## Filmografia

### Cinema
- I ragazzi del Reich (Napola - Elite für den Führer), regia di Dennis Gansel (2004)
- Il barone rosso (Der rote Baron), regia di Nikolai Müllerschön (2008)
- Berlin 36, regia di Kaspar Heidelbach (2009)
- Die Tänzerin - Lebe Deinen Traum, regia di Hans-Günther Bücking (2011)
- 45 Minutes to Ramallah, regia di Ali Samadi Ahadi (2013)
- Barbecue, regia di Éric Lavaine (2014)
- Die Mamba, regia di Ali Samadi Ahadi (2014)
- Le vacanze del piccolo Nicolas (Les Vacances du petit Nicolas), regia di Laurent Tirard (2014)
- The Last Witch Hunter - L'ultimo cacciatore di streghe (The Last Witch Hunter), regia di Breck Eisner (2015)
- Operazione Valchiria 2 - L'alba del Quarto Reich (Beyond Valkyrie: Dawn of the 4th Reich), regia di Claudio Fäh (2016)

### Televisione
- Adieu, mon ami, regia di Franz Peter Wirth – film TV (1996)
- Zwei Profis – serie TV, episodio 1x03 (2003)
- Klassentreffen, regia di Marc Hertel – film TV (2004)
- Tatort – serie TV, episodi 1x587-1x843 (2005-2012)
- Mutig in die neuen Zeiten - Im Reich der Reblaus, regia di Harald Sicheritz – film TV (2005)
- Mutig in die neuen Zeiten - Nur keine Wellen, regia di Harald Sicheritz – film TV (2006)
- Im Namen des Gesetzes – serie TV, episodio 11x15 (2008)
- Rasmus e Johanna (Inga Lindström - Rasmus und Johanna), regia di Gunter Krää – film TV (2008)
- Guardia costiera (Küstenwache) – serie TV, episodi 13x06-14x19 (2009-2011)
- Le più belle fiabe dei fratelli Grimm (Sechs auf einen Streich) – serie TV, episodio 2x06 (2009)
- Es liegt mir auf der Zunge, regia di Kaspar Heidelbach – film TV (2009)
- Squadra Speciale Cobra 11 (Alarm für Cobra 11 – Die Autobahnpolizei) – serie TV, episodi 28x06-41x03 (2010-2017)
- Countdown (Countdown - Die Jagd beginnt) – serie TV, episodio 2x07 (2011)
- Wilde Wellen - Nichts bleibt verborgen – serie TV, 4 episodi (2011)
- Inga Lindström - Scelte affrettate (Inga Lindström - Die Hochzeit meines Mannes), regia di Karola Hattop – film TV (2011)
- La Cortigiana - Parte seconda (Die Rache der Wanderhure), regia di Hansjörg Thurn – miniserie TV (2012)
- Un caso per due (Ein Fall für Zwei) – serie TV, episodio 33x01 (2013)
- Paul Kemp - Alles kein Problem – serie TV, episodio 1x06 (2014)
- Squadra speciale Lipsia (SOKO Leipzig) – serie TV, episodio 13x06 (2014)
- Josy Klick (Josephine Klick - Allein unter Cops) – serie TV, episodio 1x04 (2014)
- Die Bergwacht – serie TV, episodio 6x01 (2014)
- Squadra Speciale Colonia (SOKO Köln) – serie TV, episodio 11x07 (2014)
- The Strain – serie TV, episodio 2x11 (2015)
- Homeland - Caccia alla spia (Homeland) – serie TV, episodio 8x11 (2020)

## Riconoscimenti
- 2007: Nomination agli Undine Awards come miglior attrice giovane in un film TV per ruolo di Valerie Ulmendorff in Im Reich der Reblaus, film del ciclo Mutig in die neuen Zeiten[2]

## Doppiatrici italiane
Nelle versioni in italiano dei suoi film, Julie Engelbrecht è stata doppiata da:
- Domitilla D'Amico in The Last Witch Hunter - L'ultimo cacciatore di streghe
- Ilaria Latini in The Strain, Rasmus e Johanna
- Federica De Bortoli in Le più belle fiabe dei fratelli Grimm
- Benedetta Degli Innocenti in La Cortigiana - Parte seconda
- Valentina Mari in Le vacanze del piccolo Nicolas
- Gemma Donati in Berlin 36